# Élections générales britanniques de 1923 en Écosse
 (décembre 2021).
Si vous disposez d'ouvrages ou d'articles de référence ou si vous connaissez des sites web de qualité traitant du thème abordé ici, merci de compléter l'article en donnant les références utiles à sa vérifiabilité et en les liant à la section « Notes et références ».
Les élections générales britanniques de 1923 se sont déroulées le 6 décembre. L'Écosse envoie 71 membres à la Chambre des communes.

## Résultats
| Partis               | Partis             | Voix      | %     | Sièges | +/-           |
| -------------------- | ------------------ | --------- | ----- | ------ | ------------- |
|                      | Parti travailliste | 532 450   | 35,47 | 34     | 5             |
|                      | Parti unioniste    | 468 526   | 31,21 | 14     | 1             |
|                      | Parti libéral      | 422 995   | 28,17 | 22     | 5             |
|                      | Parti communiste   | 39 448    | 2,63  | 0      | 1             |
|                      | Divers             | 37 908    | 2,52  | 1      | en stagnation |
|                      |                    |           |       |        |               |
| Inscrits             | Inscrits           |           |       | 71     | en stagnation |
| Votants              |                    |           |       |        |               |
| Abstention           |                    |           |       |        |               |
| Votes blancs et nuls |                    |           |       |        |               |
| Votes exprimés       | Votes exprimés     | 1 501 327 |       |        |               |